# Islam & Dialoog
De Stichting Islam & Dialoog werd in 1998 opgezet door hoogopgeleide Turkse Nederlanders die streefden naar een dialoog tussen moslims onderling alsook met de Nederlanders. Zo wilde Islam & Dialoog alle onbegrip over de islam wegnemen. De organisatie deed dit onder meer door actief te zijn op vele evenementen.
Op 23 oktober 2012 ging Islam & Dialoog op in Platform INS, dat op hetzelfde adres in Rotterdam gevestigd is.